# Priestewitz
Priestewitz är en kommun och ort i Landkreis Meissen i förbundslandet Sachsen i Tyskland. Kommunen har cirka 3 200 invånare.